# International Youth Nuclear Congress

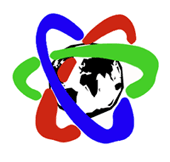
Logo de International Youth Nuclear Congress.

International Youth Nuclear Congress (IYNC) es una organización mundial sin ánimo de lucro que conecta estudiantes y jóvenes profesionales implicados en todas las áreas de la ciencia y de la tecnología nuclear.
IYNC fue fundado en abril del año 2000, durante su primer congreso celebrado en Bratislava, Eslovaquia.
Los objetivos principales de la IYNC son:
- La promoción de los usos pacíficos de la ciencia y de la tecnología nuclear.
- La comunicación de los beneficios de la tecnología nuclear al público general
- La preservación y la transferencia del conocimiento existente de la generación actual a la próxima generación de científicos e ingenieros.
- Establecer una plataforma y crear un entorno propicio que facilite la construcción de una red profesional que permita el acceso a futuras oportunidades.

La principal actividad de la IYNC es la organización de conferencias bienales para estudiantes y jóvenes profesionales de todas las partes del mundo. Además, IYNC coordina y promueve el networking, el intercambio de opiniones y de experiencia entre jóvenes profesionales, facilitando la creación y las actividades de apoyo a todas las Young Generation Networks regionales con los mismos objetivos que la IYNC